# Förtätning (stadsplanering)

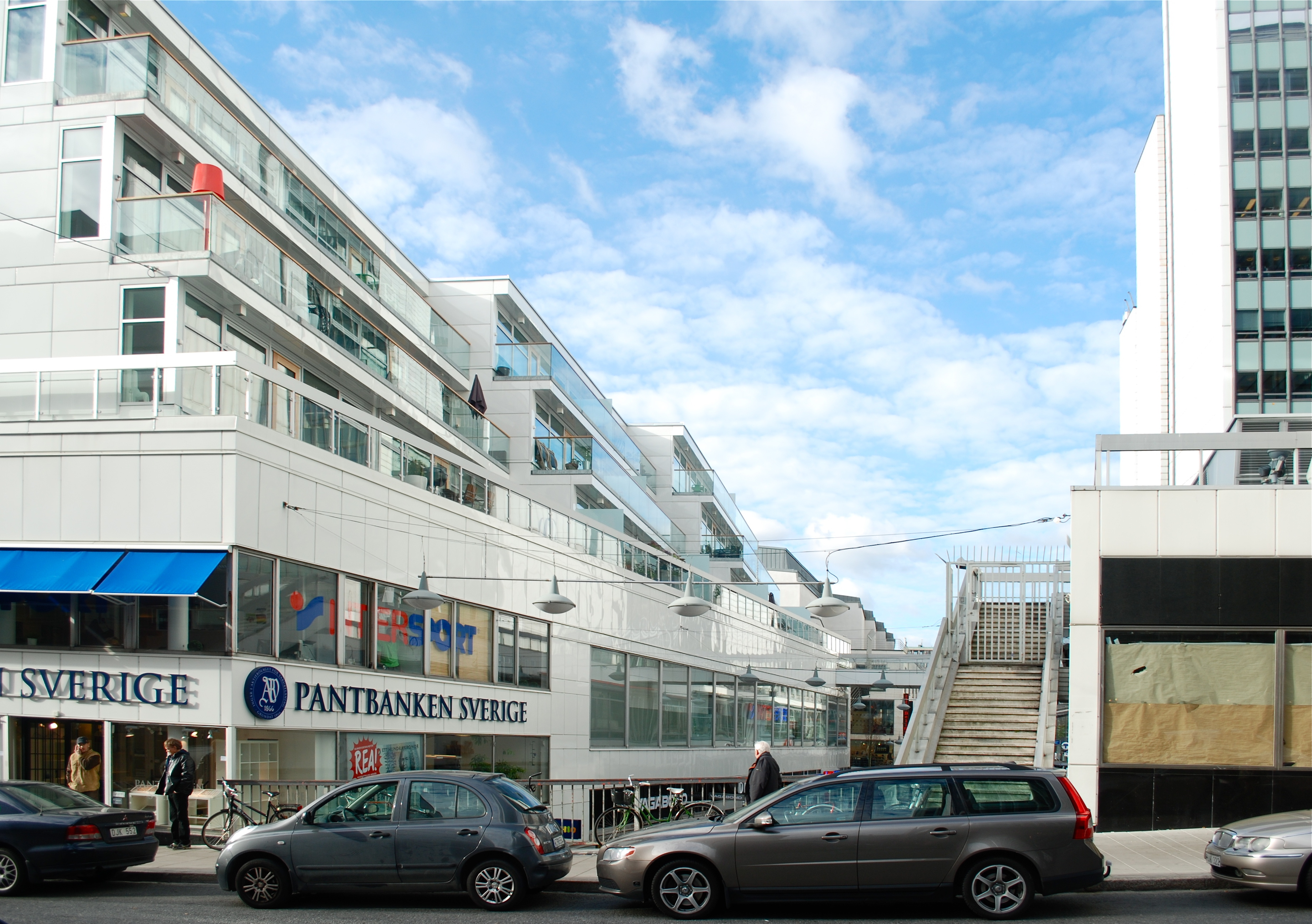
Vertikal stadsförtätning i Stockholm. På de låga affärshusen i Hötorgscity har det under slutet av 2000-talet utförts tillbyggnader av bostäder på taken.

Förtätning är ett begrepp inom stadsplanering, som syftar på någon typ av nyproduktion av byggnader inom befintlig bebyggelse. Motsatsen till förtätning är stadsutglesning.
Nyproduktion av byggnader kan röra olika typer av bebyggelse, såsom bostäder, butiker och kontor. Förtätningen kan även ske på olika typer av markyta. Förekommande exempel är att bebygga grönområden, industrimark, parkeringsplatser eller att bygga till fler våningar på redan existerande hus; det sistnämnda kallas även för vertikal förtätning. Förtätning sker på olika nivåer av planering: enskilda byggnader, kvarter, stadsdelar, mellan stadsdelar, orter, städer, länder eller regioner.

## Effekter
Befolkningstäthet har diskuterades som koncept inom stadsplanering sedan andra hälften av 1800-talet som effekt av industrialiseringen och den medföljande urbaniseringen. Då med fokus på att begränsa befolkningstätheten för att kontrollera riskerna för brand, smittspridning och social oro. Idag är den dominerande vyn inom stadsplanering att en högre befolkningstäthet i regel är bättre för att lösa dagens utmaningar med ökad urbanisering och hållbarhetsutmaningar, vilket då uppnås med hjälp av förtätning.
Nivån av förtätning och dess för- och nackdelar diskuteras dock flitigt. En anledning till att förtätning har blivit så omdiskuterat är att den ofta på ett påtagligt sätt kan förändra människors närmiljö, vilket engagerar människor.

### Infrastruktur och samhällsservice
Ett av huvudargumenten för förtätning är att man i hög utsträckning slipper bygga ut infrastruktur, kollektivtrafik och samhällsservice för att täcka en större yta; och istället kan öka den befintliga utnyttjandegraden. Detta medför dock risk för kapacitetsbrist.

### Kortare transportsträckor
En ökad förtätning medför kortare transportsträckor och därmed kortare pendlingstider jämfört med att bygga ut staden på bredden. Det möjliggör också att fler får möjligheten till att välja miljövänliga transportalternativ som att promenera eller cykla.

### Miljöaspekter
Ett vanligt argument emot förtätning är oviljan att bebygga grönområden, vilka anses ha många viktiga funktioner i samhället (inklusive att absorbera regn och minska risken för översvämning). Samtidigt kan förtätning innebära att man, genom att fokusera på redan befintliga tätorter, kan undvika stora nyexploateringar av exempelvis skogsområden eller åkermark.
Mer trafik inom samma område leder också till ökat buller och sämre luftkvalitet.

### Sociala aspekter
Ökad förtätning argumenteras ofta möjliggöra etableringen av kluster för utbildning och innovation.
Bland negativa sociala konsekvenser finns lägre livskvalitet, färre sociala interaktioner, lägre fertilitet samt ökad stress och depression. Ökad förtätning korrelerar även med högre ojämlikhet, högre kriminalitet och högre bostadspriser.

## Förtätningen av Stockholm
Förtätning har varit ett återkommande tema i stadsplaneringen av Stockholm. I Stockholm år 1980 planer på att "förtäta" exempelvis Hammarbyhöjdens 1940-talsbebyggelse. I Översiktsplan 1999 för Stockholm kallas denna förtätning "att låta staden växa inåt" och även i översiktsplanen Promenadstaden förordas förtätande bebyggelsestråk. I den senare framhävs även de miljömässiga fördelar med förtätning, bland annat förutsättningar för utbyggnad av effektivare och miljövänligare energiförsörjningssystem.

### Exempel på förtätning i Stockholm

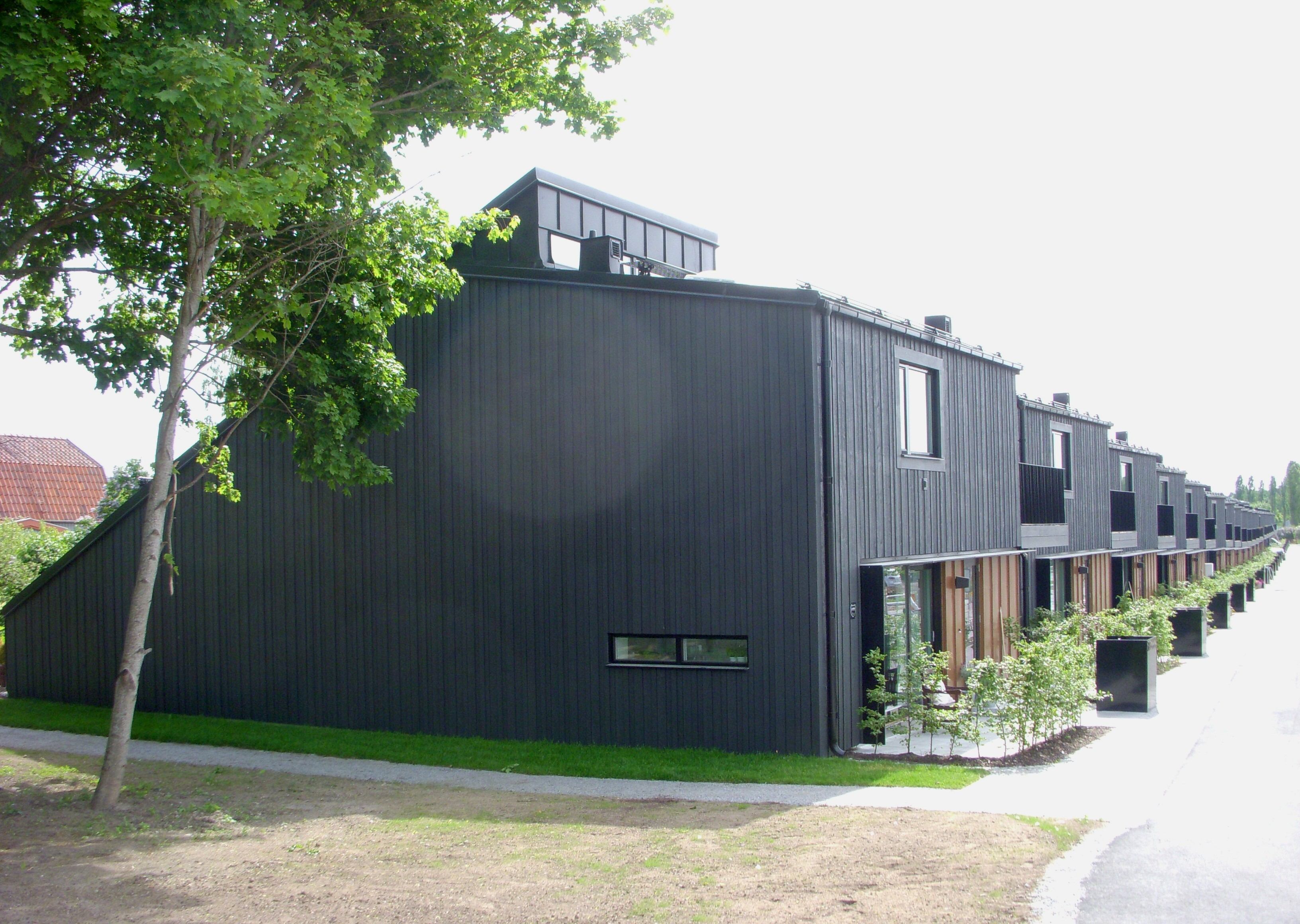
Kvarteret Sparsamheten (2009)
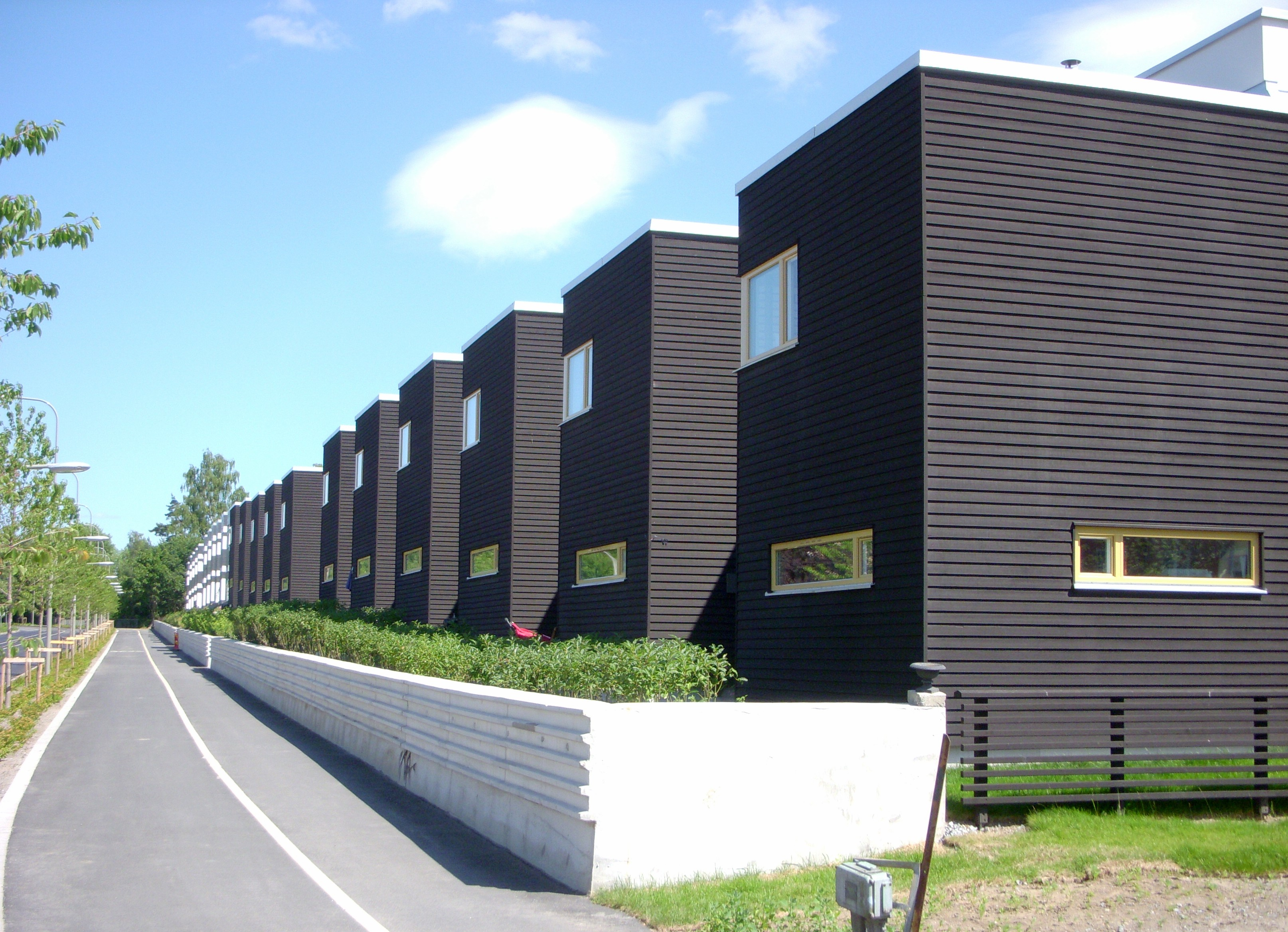
Kvarteret Barnmorskan (2010)
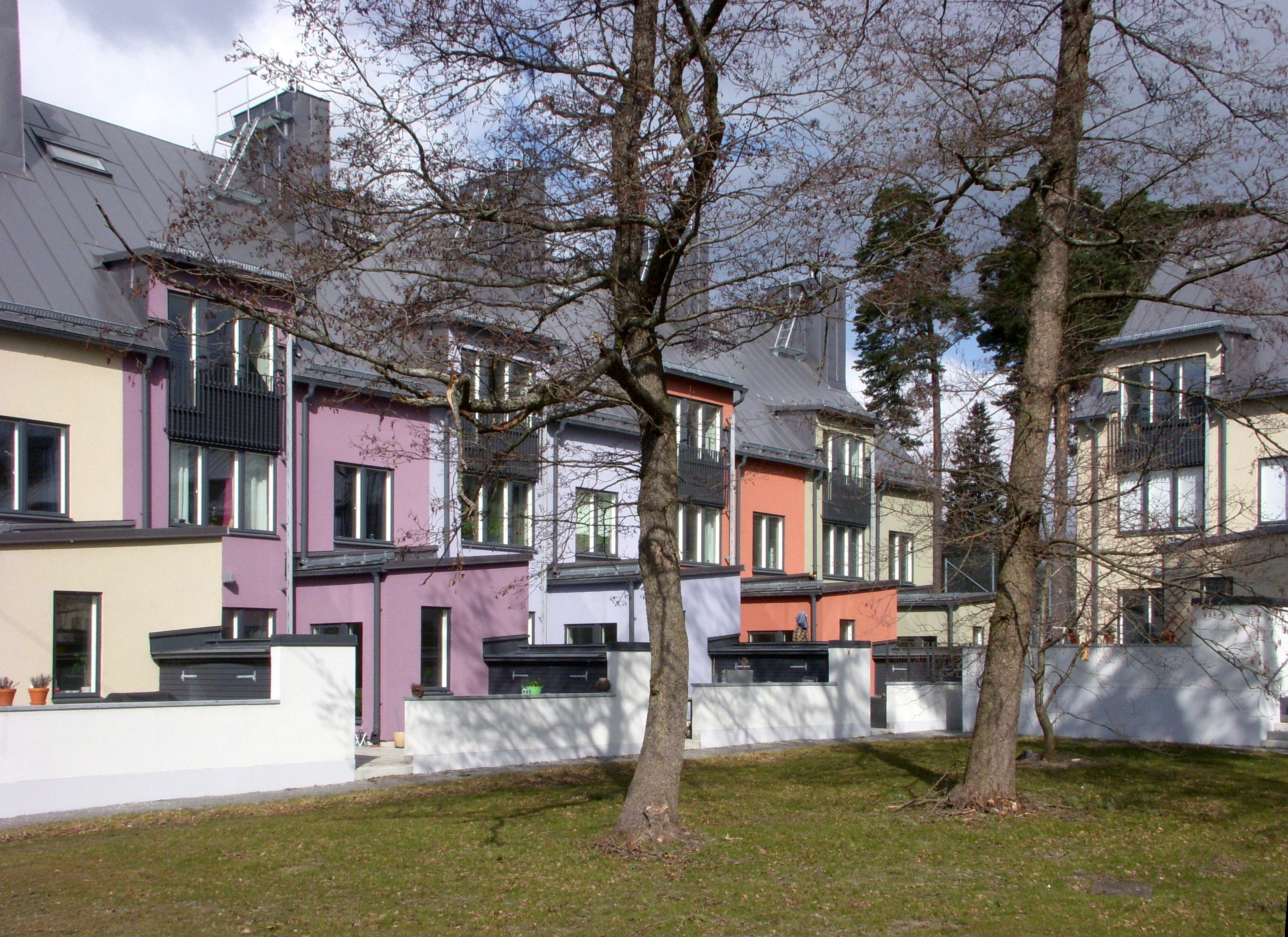
Kvarteret Mursmäckan (2011)
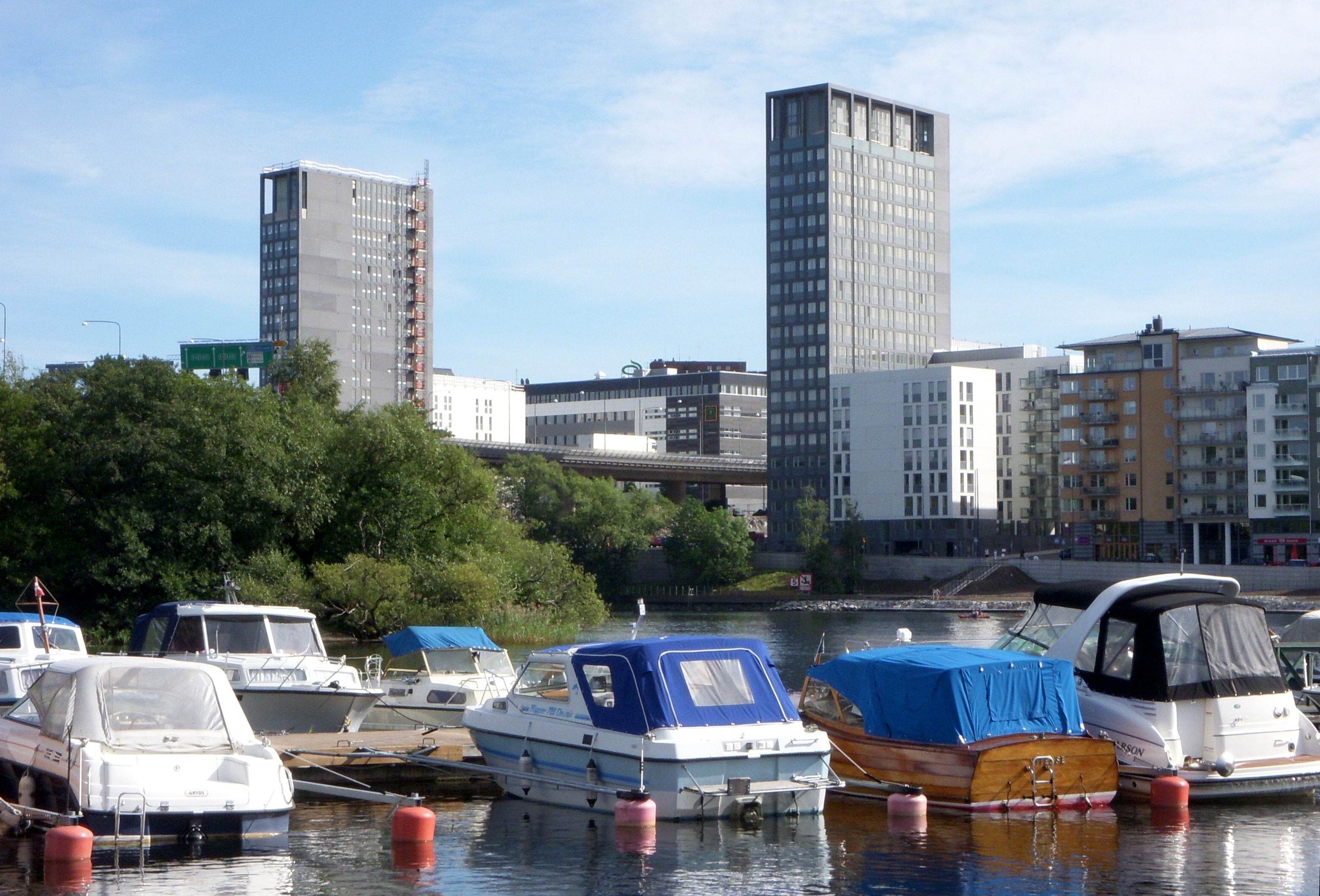
Kvarteret Brovakten (2011)
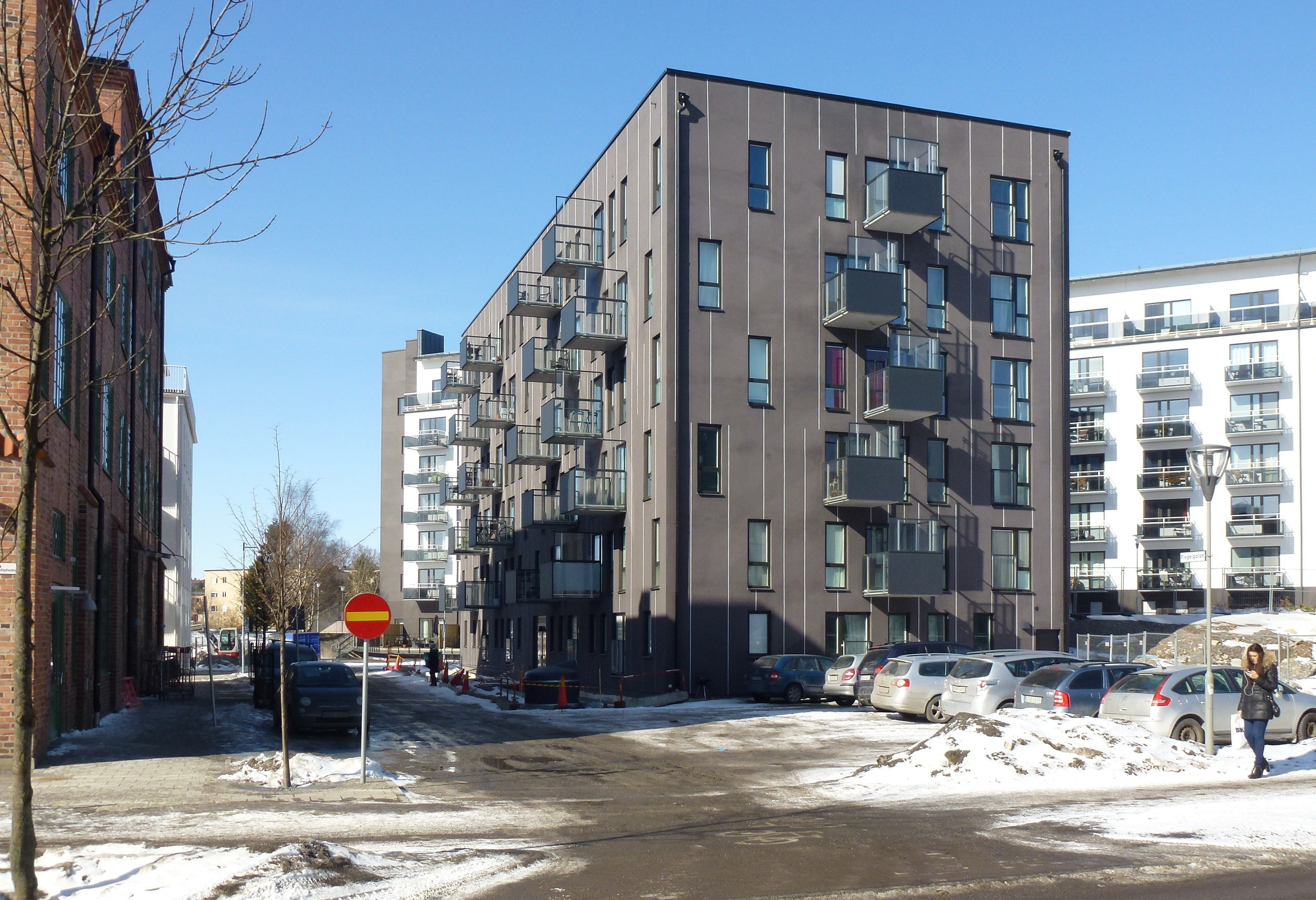
Tvålflingan 5 (2012)
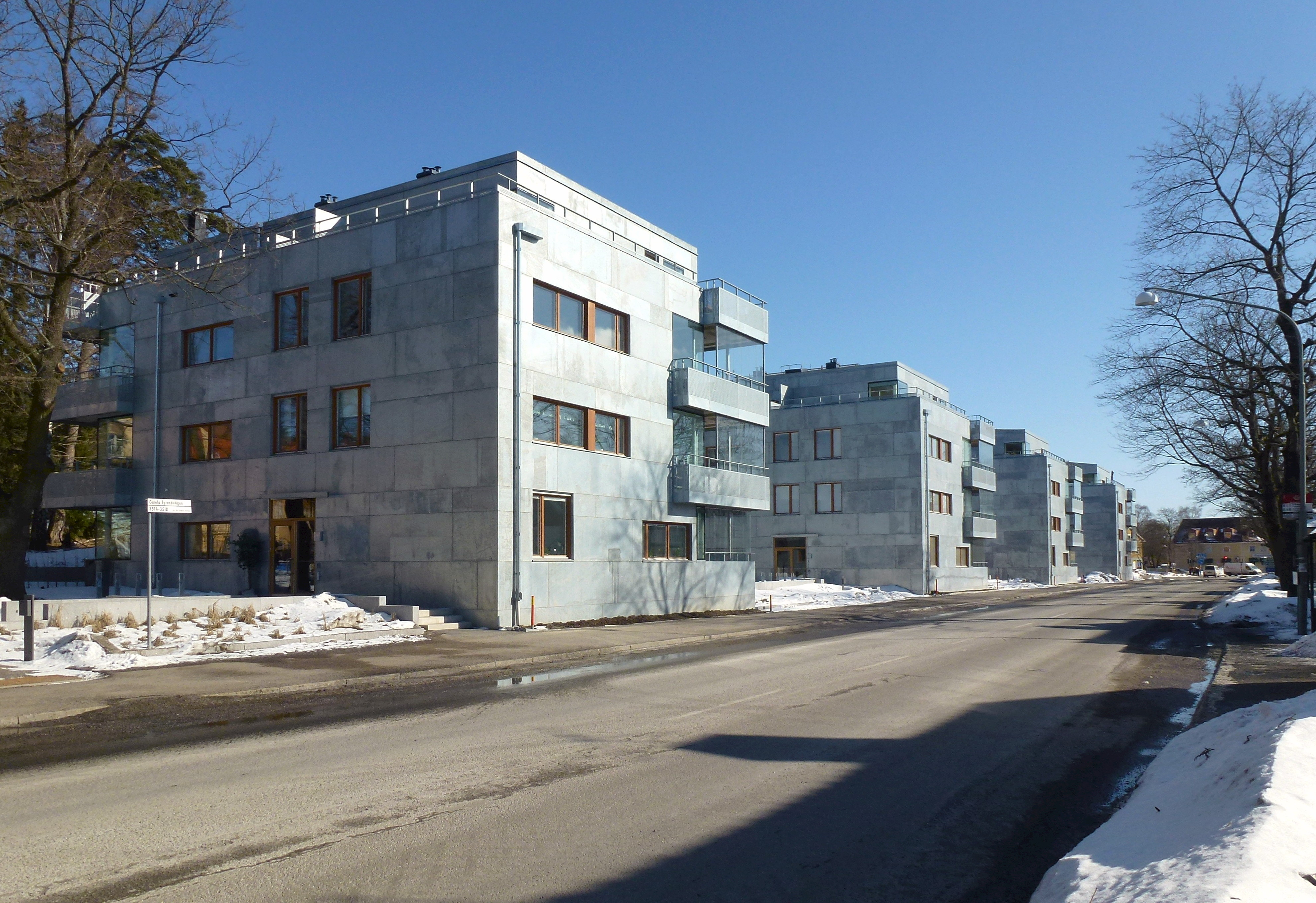
De gamlas vänner (2013)
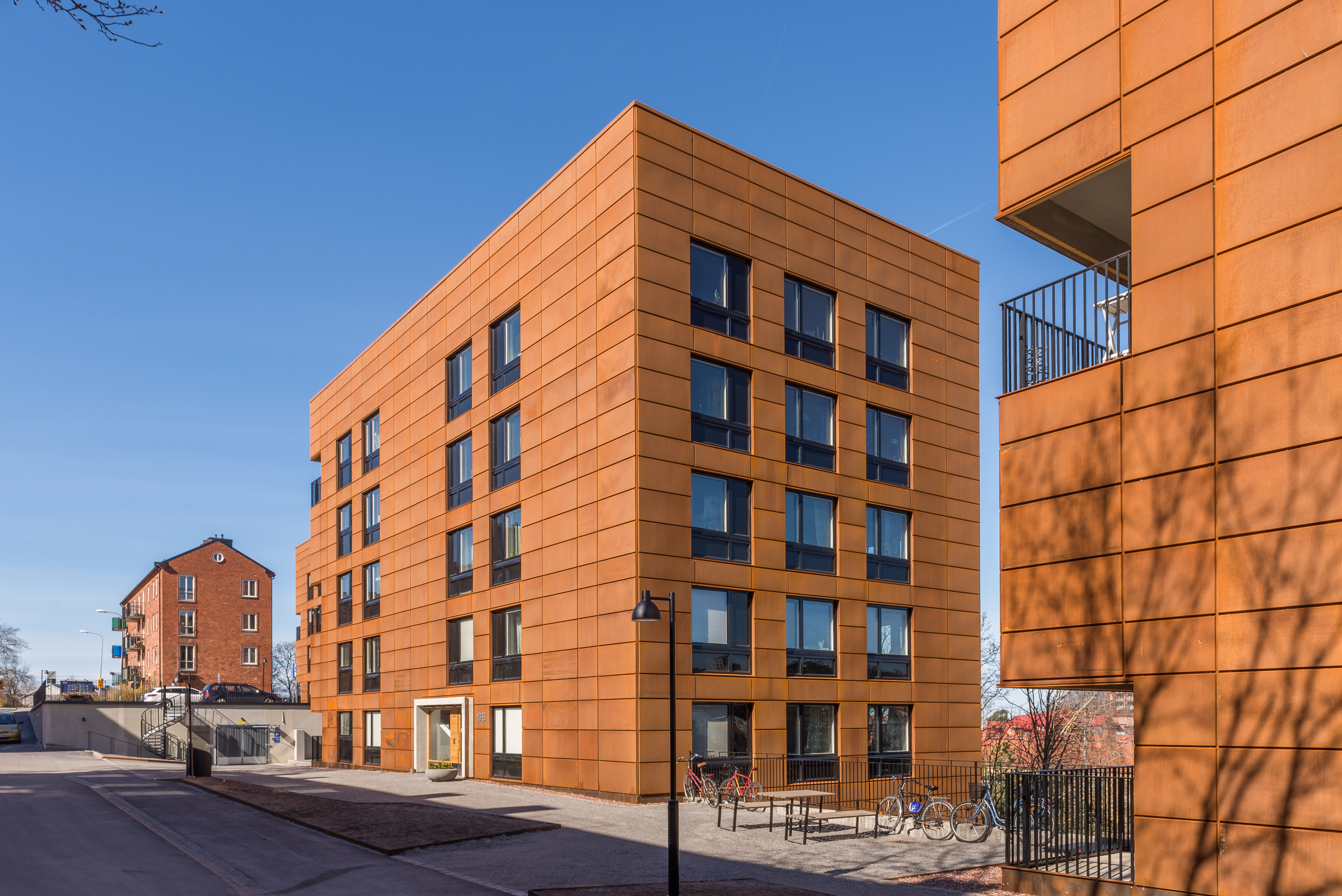
Främlingsvägen (2014)
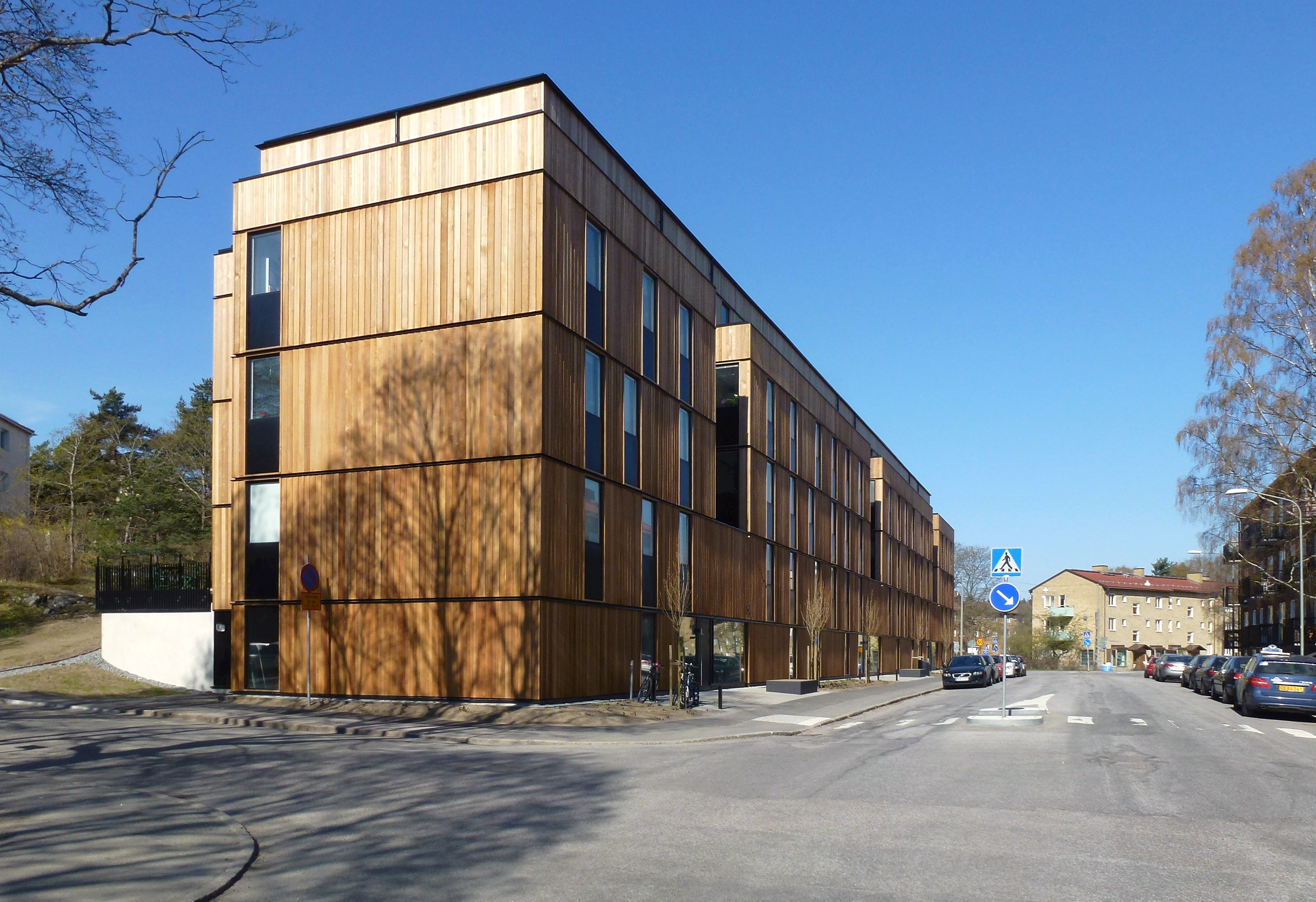
Skagershuset (2014)